# 中澤優子 (画家)
中澤 優子（なかざわ ゆうこ、1938年〈昭和13年〉 - ）は、日本の画家。 長野県諏訪市出身。 春陽会正会員。

## 来歴
20歳で故郷の諏訪市を離れ、絵画に精進し、現在は春陽会を中心に活動を展開している。
作品のテーマとして女性像を選ぶことを好み、画面にしばしば絹糸や絹布を描画して独特な色面を用い、人生を示すアレゴリーとして、あるいは繊細な女性の表情の演出として表現する画風である。 これは、中澤が絹糸・絹布産業が盛んであった諏訪市内で育ったため、幼少時から身近に絹糸や絹布に親しんだことによる。
2007年（平成19年）11月には諏訪市美術館において、大作を中心に約30点を展示して、諏訪離郷以来50年ぶりとなる大規模な個展を開催した。